# Golf por Movistar Plus+
Golf por Movistar Plus+ est une chaîne de télévision espagnole du groupe Telefónica.

## Histoire
Golf+ fut créée le 17 janvier 2002, étant ainsi la première chaîne espagnole ayant pour thème le golf. Elle était alors disponible pour les abonnées de Digital+ dans les bouquets Premium+ et Premium+ Family.
Pour ses 8 ans, la chaîne devient en janvier 2010 Canal+ Golf.

## Identité visuelle

### Logos

Logo de Golf+ de 2007 à 2010
Logo de Canal+ Golf de 2010 à 2016
Logo de Movistar Golf de 2016 à 2022
Logo de Golf por Movistar Plus+ de 2022 à 2023
Logo de Golf por Movistar Plus+ depuis 2023